# Aspres

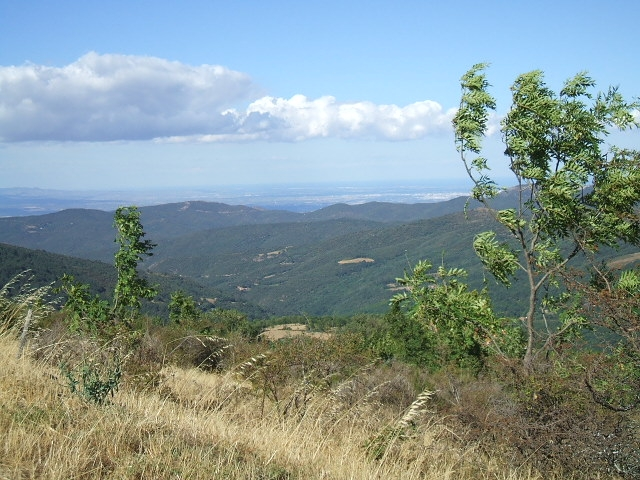
Aspres

Die Aspres sind ein mediterranes Mittelgebirge in Frankreich. Sie liegen im Département Pyrénées-Orientales. Physisch-geographisch gesehen sind die Aspres der thermomediterrane Mittelgebirgsbereich des Canigou-Massives.
Die Aspres befinden sich zwischen der Ebene des Roussillon, dem Vallespir und dem Conflent. Die Aspres sind stark reliefiert: Der höchste Punkt befindet sich auf ca. 1200 m, der niedrigste auf 100 m.
Die Aspres sind sehr waldreich. Die Vegetation wird von ausgedehnten Korkeichenwäldern dominiert. Die Aspres waren und sind immer noch ein Hauptzentrum der französischen Korkeichenproduktion.
Der Hauptort ist Thuir (Tuïr auf Katalanisch).

## Liste des Gemeinden der Aspres
- Boule-d’Amont
- Caixas
- Calmeilles
- Camélas
- Casefabre
- Llauro
- Montauriol
- Oms
- Prunet-et-Belpuig
- Saint-Michel-de-Llotes
- Thuir
- Tordères